# Prospalta atricupreoides
Prospalta atricupreoides là một loài bướm đêm trong họ Noctuidae.